# 5-я танковая дивизия СС «Викинг»
5-я танковая диви́зия СС «Ви́кинг» (нем. 5. SS-Panzer-Division „Wiking“) или дивизия СС «Викинг» — тактическое соединение войск СС нацистской Германии. Образована 20 ноября 1940 года в качестве дивизии войск СС. В её состав входили добровольцы из Нидерландов, Бельгии, Эстонии, Финляндии и скандинавских стран.

## Развитие дивизии
Первоначально планировалось[кем?], что состоявшая из полков «Нордланд» (северные земли), «Вестланд» (западные земли) и «Германия» дивизия будет носить имя последнего полка. Однако уже при формировании было принято решение присвоить ей название «Викинг».
Первым командиром дивизии стал обергруппенфюрер СС Феликс Штайнер. Штайнер был бывшим военнослужащим рейхсвера и поэтому принадлежал к тем немногим обученным «настоящим» военным, на которых могли опереться войска СС при создании и организации боевых дивизий. Штайнер был командиром дивизии до мая 1943 года, далее — группенфюрер СС Герберт Отто Гилле (до августа 1944 года), оберфюрер СС Эдуард Дайзенхофер (август 1944 года), штандартенфюрер СС Рудольф Мюленкамп (до октября 1944 года), оберфюрер СС Карл Ульрих.
Долгое время «Викинг» была моторизованной пехотной дивизией. Лишь в октябре 1943 года она стала танковой.

## Формирование
Приказ о создании полка «Нордланд» был подписан рейхсфюрером СС 6 июня 1940 г., в его состав должны были войти нацисты Дании и Норвегии, а недостающее число добровольцев должны были восполнить восточноевропейские этнические немцы. Добровольцы были собраны в учебном лагере СС «Клагенфурт» на территории современной Австрии. До ноября 1940 г. полк находился в стадии формирования, а после был введён в состав создаваемой дивизии СС.
Создание полка «Вестланд» было начато в июне 1940 г., его личный состав набирался из голландских национал-социалистов и фламандцев из праворадикальных партий. До штатной численности полк был доведён за счёт этнических немцев Восточной Европы и некоторого числа скандинавов. Местом для формирования полка был выбран Ебинген, а его командиром был назначен штандартенфюрер СС Хильмар Вэкерли.
Дивизия начала формирование 20 ноября 1940 года и имела первоначальное название — моторизованная дивизия СС «Германия» — по названию полка «Германия», переведенного из дивизии СС «Дойчланд» (дивизия усиления СС, будущая дивизия «Райх»). С января 1941 года — добровольческая моторизованная дивизия СС «Викинг».
С 1941 по 1943 годы в состав дивизии входил финский батальон «Нордост». Летом 1943 года в состав дивизии был включен эстонский батальон «Нарва», переданный в июле 1944 года 20-й дивизии СС.
В дивизии «Викинг» воевали иностранные добровольцы из Скандинавии, стран Западной Европы и Прибалтики (фламандцы, голландцы, валлоны, датчане, норвежцы, шведы, эстонцы и финны). Однако иностранцы составляли лишь около 10 % личного состава дивизии (1000 из 11000). «Викинг» была первой дивизией войск СС, включавшей в себя иностранцев. Так, в дивизии служил известный впоследствии Кристиан Фредерик фон Шальбург.
В СССР действовала на южном участке фронта: Тернополь, Житомир, Черкассы, Сталино, река Дон.

## Боевой путь
21 апреля 1941 г. дивизия в составе 1-й танковой группы генерал-полковника Клейста начала движение к границе с Советским Союзом.
Советскую границу дивизия перешла в составе 14-го моторизованного корпуса, наступавшего в направлении Львова. У Тернополя дивизия вступила в свой первый бой с советскими танками. К середине июля части дивизии достигли Житомира, а к концу месяца Белой Церкви и Богуслава. Затем дивизия участвовала в наступлении на города Чигирин и Кременчуг.
В сентябре дивизия «Викинг» наступала в направлении Павлограда, а затем вела бои рядом с железной дорогой Мелитополь — Донецк. В середине октября 1941 г. её подразделения достигли Новомосковска, а к концу месяца вступили в Успенское.
В время наступления на Ростов дивизия «Викинг» прикрывала фланг 1-й танковой группы, обеспечивая оборону на участке около 60 км. В ходе контрнаступления советских войск сдерживала наступление 37-й советской армии и успешно отошла на рубеж реки Миус.
С конца 1941 года до весны 1942 года вела оборонительные бои по реке Дон и Миус. В январе 1942 г. она вошла в Миус, где через несколько дней была пополнена финским добровольческим батальоном СС. По двадцатые числа июля 1942 г. дивизия находилась в районе Миуса. В конце июля её части начали движение в направлении Ростова и Батайска. Из района Батайска «Викинг» продвигалась к берегам Кубани. В сентябре дивизия прошла через Туапсе, Пятигорск и Минеральные Воды, а уже поздней осенью 1942 г. участвовала в боях за Моздок, Терек, Малгобек и Орджоникидзе.
Зимой 1942—1943 г. дивизия вместе с остальными частями немецкой армии отошла с боями практически по тому же маршруту, по которому ранее наступала. В районе Сталино — Донец дивизия вела тяжелые оборонительные бои. В начале весны 1943 г. она действовала в районе Грушевая — Изюм. В середине марта из состава дивизии был выведен полк «Нордланд». В апреле 1943 г. сама дивизия была выведена в резерв в Лозовую. В мае из состава дивизии были отозваны финские добровольцы, чей двухгодичный срок службы подошёл к концу. Взамен убывших подразделений в неё был передан 1-й батальон Эстонского легиона СС, получивший наименование эстонский добровольческий батальон СС «Нарва». 5 июля дивизия была выведена в резерв, но уже 7 июля 1943 г. была вновь использована в наступлении. В течение июля её части действовали как отдельные боевые группы. К середине августа основная часть дивизии была собрана в Ольшанах.
К концу августа дивизия действовала в районе Полтавы, а позднее на линии железной дороги Харьков — Полтава. 27 августа 1943 г. дивизия «Викинг» была переброшена в район города Черкассы. В конце октября 1943 г. она была переименована в танковую и получила № 5. Её полки также получили номера «Германия» — 9, «Вестланд» — 10. Через месяц дивизии была временно придана 5-я штурмовая бригада СС «Валлония». К концу 1943 г. оба подразделения находились на Корсунь-Шевченковском выступе.
В середине января 1944 г. «Викинг» и «Валлония» участвовали в сражении за Теклино, а затем в боях за Шандеровку и Комаровку. 28 января 1944 г. Красная армия сомкнула кольцо вокруг частей 11-го и 42-го немецких армейских корпусов. Гитлер планировал прорвать кольцо советских войск и освободить окружённых, поэтому они получили приказ держаться до последнего и создать в котле «крепость» Черкассы. Вначале окружённые снабжались авиацией, но с каждым днём это становилось делать всё сложнее, кроме того, давление советских войск на «крепость» всё возрастало. 17 февраля окружённая немецкая группировка пошла на прорыв, в авангарде шли остатки техники дивизии «Викинг»: 7 танков и 6 штурмовых орудий дивизии. Попав в окружение под Черкассами, дивизия потеряла половину личного состава. Прорвавшиеся остатки дивизии в конце февраля были собраны неподалёку от Ковеля, в обороне которого они позже участвовали.

В мае 1944 года оставшиеся чины были переведены на полигон Дебица для восстановления. Находясь в Дебице, подразделения дивизии ещё до окончания восстановления использовались как составные части различных боевых групп. 11 июля танки дивизии участвовали в танковом бое у Мациева, а позднее сражались за Белосток. В начале августа части дивизии начали отступление на запад. 10 августа дивизия была отправлена в предместье Варшавы для предотвращения возможного выхода Красной армии к восставшей Варшаве. Дивизия участвовала во всех оборонительных сражениях за Варшаву, а затем в боях у Модлина.
В конце декабря 1944 года 4-й танковый корпус СС, в который в тот момент входила дивизия, был переброшен в Венгрию для стабилизации обстановки у венгерской столицы. Здесь дивизия участвовала в наступлении на Тэта и Барч. В январе 1945 года дивизия «Викинг» была переведена в Веспрем. После этого она участвовала в новой попытке прорвать кольцо вокруг Будапешта. Затем, после провала и этой попытки, дивизия отступила на укреплённую позицию «Маргарет». К маю 1945 года дивизия сконцентрировалась в Австрии, к северо-востоку от Граца. 8 мая командир дивизии приказал двигаться на северо-запад, чтобы добраться до американской зоны оккупации. 13 мая дивизия вступила на территорию, занятую американцами.
За время существования дивизии 55 человек её личного состава были награждены Рыцарским крестом (третий результат в войсках СС после «Лейбштандарта» и «Рейха»).

## Военные преступления
После того как в городе Львове 2 июля 1941 года был застрелен офицер дивизии Хильмар Векерле, проживавшие в этом районе евреи были собраны членами подразделений тылового обеспечения дивизии под руководством оберштурмфюрера Брауннагеля и унтерштурмфюрера Кохалты. Затем двумя рядами солдат был сформирован живой коридор, заканчивавшийся глубокой воронкой от разорвавшейся бомбы. После этого евреев заставили бежать по этому коридору под ударами винтовочных прикладов и штыков. В конце коридора стояли несколько офицеров СС и армии, которые расстреливали евреев, как только те входили в воронку от бомбы, использовавшуюся в качестве братской могилы. Таким образом было убито около 50 или 60 евреев. Большинство солдат в живом коридоре были из подразделений тылового обеспечения дивизии «Викинг», другие были военнослужащими немецкой 1-й горной дивизии.
Кроме того, историк Элеонора Лаппин из Института истории евреев в Австрии задокументировала несколько случаев военных преступлений, совершенных солдатами дивизии «Викинг», в своей работе «Смертельные марши венгерских евреев по Австрии весной 1945 года». Так, 28 марта 1945 года 80 евреев из эвакуационной колонны, были расстреляны тремя солдатами дивизии и пятью военными полицейскими. 4 апреля 20 членов другой колонны, вышедшей из Граца, попытались скрыться в районе города Эггенфельд, недалеко от Граткорна. Войска дислоцированной там дивизии задержали их в лесу у горы Эггенфельд, а затем загнали в овраг, где евреи были расстреляны. 7-11 апреля 1945 года военнослужащие дивизии казнили ещё восемнадцать сбежавших заключенных.
В 2013 году журналисты NRK процитировали «первого норвежца, [публично признавшего], что он участвовал в военных преступлениях и уничтожении евреев в Восточной Европе» во время Второй мировой войны, бывшего солдата дивизии Олафа Туффа, который признался: «В одном случае на Украине осенью 1941 года мирных жителей загнали, как скот, в церковь. Вскоре после этого солдаты из моего подразделения начали обливать церковь бензином, и где-то от 200 до 300 человек были сожжены внутри [церкви]. Я был назначен охранником, до того как сгорела церковь из неё никто не вышел».

## Состав дивизии СС «Викинг» по годам
Если в 1941-42 годах дивизия была моторизованной, то в 1943 году она стала танковой.
Все подразделения, перечисленные ниже, эсэсовские.

| - Полк СС «Германия» - Полк СС «Нордланд» - Полк СС «Вестланд» - 5-й артиллерийский полк - 5-й батальон истребителей танков - 5-й батальон штурмовых орудий - 5-й зенитный батальон - 5-й батальон реактивных миномётов - 5-й разведывательный батальон - 5-й батальон связи - 5-й автотранспортный батальон - 5-й ремонтный батальон - 5-й батальон обслуживания - 5-й медицинский батальон - 5-й полевой госпиталь - 5-й полевой резервный батальон - 5-е отделение полевой почты - 5-й взвод фельджандармерии | - Полк СС «Германия» - Полк СС «Нордланд» - Полк СС «Вестланд» - Танковый батальон СС «Викинг» - 5-й артиллерийский полк - Батальон истребителей танков - Разведывательный батальон - Зенитный батальон - Батальон связи - Саперный батальон - Полевой резервный батальон - Вспомогательные службы |

| - 5-й танковый полк СС (SS-Panzer-Regiment 5) - 9-й моторизованный полк СС «Германия» (SS-Panzer-Grenadier-Regiment 9 „Germania“) - 10-й моторизованный полк СС «Вестланд» (SS-Panzer-Grenadier-Regiment 10 „Westland“) - Моторизованный полк СС «Нордланд» (выведен из состава дивизии в 1943 году) - 5-й артиллерийский полк СС (SS-Panzer-Artillerie-Regiment 5) - Штурмовая бригада СС «Валлония» - Эстонский добровольческий моторизованный батальон «Нарва» - Финский добровольческий батальон СС (с 1943 года) - 5-й противотанковый дивизион СС (SS-Panzerjäger-Abteilung 5) - 5-й дивизион штурмовых орудий СС (SS-Sturmgeschütz-Abteilung 5) - 5-й зенитный артиллерийский дивизион СС (SS-Flak-Abteilung 5) - 5-й дивизион реактивных миномётов СС (SS-Werfer-Abteilung 5) - 5-й разведывательный батальон СС - 5-й батальон связи СС - 5-й транспортный батальон СС - 5-й ремонтный батальон СС - 5-й батальон обслуживания СС - 5-й санитарный взвод СС - 5-й полевой госпиталь СС - 5-е отделение полевой почты СС - 5-й взвод фельджандармерии СС - 5-й резервный батальон СС (SS-Feldersatz-Bataillon 5) - 1-й батальон 23-го моторизованного полка СС «Норвегия» - 2-й батальон 24-го моторизованного полка СС «Дания» | - 5-й танковый полк СС - 9-й моторизованный полк СС «Германия» - 10-й моторизованный полк СС «Вестланд» - 5-й артиллерийский полк СС - 5-й разведывательный батальон СС - 5-й сапёрный батальон СС - 5-й дивизион штурмовых орудий СС - 5-й зенитный артиллерийский дивизион СС - 5-й дивизион реактивных миномётов СС - 5-й противотанковый дивизион СС - 5-й батальон связи СС |

## Командиры дивизии
- бригадефюрер СС (группенфюрер СС с 30 января 1942) Феликс Штайнер (1 декабря 1940 — 1 мая 1943)
- бригадефюрер СС (группенфюрер СС с 9 ноября 1943) Херберт Гилле (1 мая 1943 — 6 августа 1944)
- штандартенфюрер СС Эдуард Дайзенхофер (6 — 12 августа 1944)
- штандартенфюрер СС Йоханнес Мюленкамп (12 августа — 9 октября 1944)
- штандартенфюрер СС Карл Ульрих (9 октября 1944 — 5 мая 1945)

## Награждённые Рыцарским крестом Железного креста

### Рыцарский Крест Железного креста (54)
- Хельмут Пфёртнер — 18 января 1942 — унтерштурмфюрер СС, командир взвода 2-й роты полка СС «Германия»
- Фриц фон Шольц — 18 января 1942 — оберфюрер СС, командир полка СС «Нордланд»
- Карл Шламельхер — 1 марта 1942 — гауптштурмфюрер СС, командир 3-го дивизиона 5-го артиллерийского полка СС
- Август Дикман — 23 апреля 1942 — штурмбаннфюрер СС, командир 1-го батальона 9-го полка СС «Германия»
- Йоханнес Мюленкамп — 3 сентября 1942 — штурмбаннфюрер СС, командир 5-го танкового батальона СС
- Ханс Дорр — 27 сентября 1942 — гауптштурмфюрер СС, командир 4-й роты 9-го полка СС «Германия»
- Герберт Отто Гилле — 8 октября 1942 — оберфюрер СС, командир 5-го артиллерийского полка СС
- Гарри Полевач — 23 декабря 1942 — штурмбаннфюрер СС, командир 3-го батальона полка СС «Нордланд»
- Маркус Фаульхабер — 25 декабря 1942 —оберштурмфюрер СС, командир 3-й роты полка СС «Германия»
- Хуго Эйхгорн — 15 января 1943 — гауптштурмфюрер СС, офицер штаба саперного батальона дивизии СС «Викинг»
- Макс Шэфер — 12 февраля 1943 — оберштурмбаннфюрер СС, командир сапёрного батальона дивизии СС «Викинг»
- Эрвин Райхель — 28 февраля 1943 — штурмбаннфюрер СС, командир 10-го полка СС «Вестланд»
- Вилли Эсслингер — 19 июня 1943 — гауптшарфюрер СС, командир взвода 3-й роты противотанкового батальона дивизии СС «Викинг»
- Юрген Вагнер — 24 июля 1943 — оберфюрер СС, командир 9-го полка СС «Германия»
- Вальтер Шмидт — 4 августа 1943 — гауптштурмфюрер СС, командир 3-го батальона 10-го полка СС «Вестланд»
- Альберт Мюллер — 4 августа 1943 — гауптшарфюрер СС, командир противотанкового взвода 4-й роты 10-го полка СС «Вестланд»
- Георг Эберхардт — 4 августа 1943 — штурмбаннфюрер СС, командир эстонского добровольческого батальона СС «Нарва»
- Хельмут Бауэр — 12 сентября 1943 — обершарфюрер СС, командир взвода 3-й роты 5-го танкового полка СС
- Ганс Юхем — 12 сентября 1943 — гауптштурмфюрер СС, командир 2-го батальона 9-го полка СС «Германия»
- Гюнтер Зиттер — 13 сентября 1943 — гауптштурмфюрер СС, командир 2-го батальона 10-го полка СС «Вестланд»
- Ганс Дрексель — 14 октября 1943 — оберштурмфюрер СС, заместитель командира 2-го батальона 10-го полка СС «Вестланд»
- Пауль Трабандт — 14 октября 1943 — гауптшарфюрер СС, командир взвода 2-й роты противотанкового батальона дивизии СС «Викинг»
- Бруно Хинц — 2 декабря 1943 — унтерштурмфюрер СС, командир 2-й роты 10-го полка СС «Вестланд»
- Густав Шрайбер — 2 декабря 1943 — гауптшарфюрер СС, командир 7-й роты 9-го полка СС «Германия»
- Леон Дегрель — 20 февраля 1944 — гауптштурмфюрер, командир штурмовой бригады «Валлония»
- Иоахим Рихтер — 23 февраля 1944 — оберштурмбаннфюрер СС, командир 5-го артиллерийского полка СС
- Манфред Шёнфельдер — 23 февраля 1944 — оберштурмбаннфюрер СС, начальник оперативного отдела штаба дивизии СС «Викинг»
- Фриц Эрат — 23 февраля 1944 — оберштурмбаннфюрер СС, командир 9-го полка СС «Германия»
- Карл Николусси-Лек — 9 апреля 1944 — оберштурмфюрер СС, командир 8-й роты 5-го танкового полка СС
- Курт Шумахер — 4 мая 1944 — унтерштурмфюрер СС, командир 3-й роты 5-го танкового полка СС
- Вилли Хайн — 4 мая 1944 — оберштурмфюрер СС, командир 2-й роты 5-го танкового полка СС
- Отто Шнайдер — 4 мая 1944 — оберштурмфюрер СС, командир 7-й роты 5-го танкового полка СС
- Герхард Фишер — 4 мая 1944 — унтершарфюрер СС, и. о. командира взвода 3-й роты противотанкового батальона дивизии СС «Викинг»
- Генрих Дебус — 4 мая 1944 — оберштурмфюрер СС, заместитель командира 5-го танкового разведывательного батальона дивизии СС «Викинг»
- Франц Хак — 14 мая 1944 — штурмбаннфюрер СС, командир 3-го батальона 9-го полка СС «Германия»
- Вернер Мейер — 4 июня 1944 — оберштурмфюрер СС, командир 1-й роты 9-го полка СС «Германия»
- Фриц Биги — 16 июня 1944 — обершарфюрер СС, командир взвода 5-й роты 9-го полка СС «Германия»
- Альфред Гроссрок — 12 августа 1944 — унтерштурмфюрер СС, командир взвода 6-й роты 5-го танкового полка СС
- Хайнц Мурр — 21 сентября 1944 — гауптштурмфюрер СС, командир 3-го батальона 9-го полка СС «Германия»
- Хуго Руф — 16 октября 1944 — обершарфюрер СС, командир взвода 3-й роты 5-го танкового полка СС
- Эгон Франц — 16 октября 1944 — унтершарфюрер СС, командир взвода 3-й роты 9-го полка СС «Германия»
- Ганс Флюгель — 16 октября 1944 — гауптштурмфюрер СС, командир 2-го батальона 5-го танкового полка СС
- Алоиз Шнаубельт — 16 ноября 1944 — унтершарфюрер СС, командир орудия 3-й роты зенитного батальона дивизии СС «Викинг»
- Эберхард Хедер — 18 ноября 1944 — гауптштурмфюрер СС, командир саперного батальона дивизии СС «Викинг»
- Пауль Зенгас — 11 декабря 1944 — оберштурмфюрер СС, командир 1-й роты 5-го танкового полка СС
- Герхард Лотце — 1 февраля 1945 — оберштурмфюрер СС, командир 5-й роты 10-го полка СС «Вестланд»
- Зёрен Кам — 7 февраля 1945 — унтерштурмфюрер СС, командир 1-й роты 9-го полка СС «Германия»
- Фриц Даргес — 5 апреля 1945 — оберштурмбаннфюрер СС, командир 5-го танкового полка СС
- Ганс Зигмунд — 5 апреля 1945 — обершарфюрер СС, командир взвода 11-й роты 9-го полка СС «Германия»
- Йозеф Штир — 5 апреля 1945 — гауптшарфюрер СС, командир взвода 10-й роты 9-го полка СС «Германия»
- Карл Пикус — 17 апреля 1945 — оберштурмфюрер СС 5-го танкового полка СС
- Зепп Драксенбергер — 17 апреля 1945 — гауптшарфюрер СС, командир саперного взвода штабной роты 5-го танкового полка СС (награждение не подтверждено)
- Карл-Хайнц Бюлер — 6 мая 1945 — оберштурмбаннфюрер СС, командир 9-го полка СС «Германия» (награждение не подтверждено)
- Карл-Хайнц Лихте — 6 мая 1945 — гауптштурмфюрер СС, командир 5-й роты 5-го танкового полка СС (награждение не подтверждено)

### Рыцарский Крест Железного креста с Дубовыми листьями (7)
- Феликс Штайнер — 23 декабря 1942 — группенфюрер СС, командир дивизии СС
- Август Дикман — 20 апреля 1943 — штурмбаннфюрер СС, командир 1-го батальона 9-го полка СС «Германия»
- Герберт Отто Гилле — 1 ноября 1943 — бригаденфюрер СС, командир дивизии СС
- Ханс Дорр — 13 ноября 1943 — гауптштурмфюрер СС, командир 1-го батальона 9-го полка СС «Германия»
- Вальтер Шмидт — 14 мая 1944 — гауптштурмфюрер СС, командир 2-го батальона 10-го полка СС «Вестланд»
- Йоханнес Мюленкамп — 21 сентября 1944 — штандартенфюрер СС, командир дивизии СС
- Франц Хак — 18 апреля 1945 — оберштурмбаннфюрер СС, командир 10-го полка СС «Вестланд» (награждение не подтверждено)

### Рыцарский Крест Железного креста с Дубовыми листьями и Мечами (3)
- Август Дикман — 10 октября 1943 — оберштурмбаннфюрер СС, командир 10-го полка СС «Вестланд» (посмертно)
- Герберт Отто Гилле — 20 марта 1944 — группенфюрер СС, командир дивизии СС
- Ханс Дорр — 9 июля 1944 — штурмбаннфюрер СС, командир 9-го полка СС «Германия»

### Рыцарский Крест Железного креста с Дубовыми листьями, Мечами и Бриллиантами (1)
- Герберт Отто Гилле — 19 апреля 1944 — группенфюрер СС, командир дивизии СС